# Porječje
Porječje är en ort i Bosnien och Hercegovina.   Den ligger i entiteten Republika Srpska, i den centrala delen av landet, 110 km norr om huvudstaden Sarajevo. Porječje ligger 227 meter över havet och antalet invånare är 171.
Terrängen runt Porječje är kuperad åt sydost, men åt nordväst är den platt. Terrängen runt Porječje sluttar västerut. Närmaste större samhälle är Doboj, 7,9 km söder om Porječje. 
I omgivningarna runt Porječje växer i huvudsak lövfällande lövskog. Runt Porječje är det ganska tätbefolkat, med 93 invånare per kvadratkilometer.